# II Most Wanted
II Most Wanted – utwór muzyczny amerykańskiej piosenkarki i autorki tekstów Beyoncé, pochodzący z albumu studyjnego piosenkarki Cowboy Carter, nagrany z udziałem Miley Cyrus i będący trzecim singlem promocyjnym krążka.   

## Wydanie i kompozycja
Po raz pierwszy Beyoncé i Miley Cyrus współpracowały w ramach utworu „Just Stand Up”, nagranego w 2008 wspólnie z wieloma artystami w celu charytatywnym. 11 lutego 2024 Beyoncé poinformowała o planach wydania ósmego albumu studyjnego, a 27 marca opublikowała grafikę zawierającą listę utworów albumu Cowboy Carter. Utwór „II Most Wanted”, będący kolaboracją Knowles z Cyrus, został wydany wraz z całym krążkiem 29 marca 2024. Piosenka zadebiutowała na 7. miejscu listy Spotify Daily Top Songs Global oraz 6. miejscu listy Billboard Hot 100. 26 kwietnia utwór został wydany jako trzeci singiel promujący album.
Utwór gatunkowo jest definiowany jako ballada country i pop rock. Autorami tekstu piosenki są dwie wykonawczynie oraz Ryan Tedder i Michael Pollack, a warstwa liryczna skupia się na aspekcie miłości i partnerstwie, co zostało przyrównane przez krytyków do motywów z filmu Thelma i Louise oraz Bonnie i Clyde.

## Reakcje krytyków
Kyle Denis z tygodnika Billboard umieściła „II Most Wanted” na trzecim miejscu w zestawieniu utworów z albumu Cowboy Carter, podkreślając dobry wynik współpracy między artystkami. Brittany Spanos z magazynu Rolling Stone uznała piosenkę za najlepszą kolaborację na krążku. Dodatkowo piosenka została umiejscowiona na 46. miejscu listy najlepszych piosenek Beyoncé według Rolling Stone.

## Notowania
| Lista przebojów (2024)                          | Najwyższa pozycja |
| ----------------------------------------------- | ----------------- |
| Australia (ARIA Charts)                         | 16                |
| Austria (Ö3 Austria Top 40)                     | 55                |
| Dania (Track Top-40)                            | 27                |
| Francja (SNEP)                                  | 63                |
| Irlandia (Top 100 Singles)                      | 13                |
| Kanada (Billboard Canadian Albums)              | 17                |
| Litwa (AGATA)                                   | 58                |
| Norwegia (VG-Lista)                             | 23                |
| Nowa Zelandia (Recorded Music NZ)               | 17                |
| Portugalia (AFP)                                | 25                |
| Stany Zjednoczone (Billboard Hot 100)           | 6                 |
| Stany Zjednoczone (Billboard Hot Country Songs) | 2                 |
| Spotify (Weekly Top Songs Global)               | 13                |
| Szwecja (Sverigetopplistan)                     | 24                |
| Świat (Billboard Global 200)                    | 10                |
| Wielka Brytania (OCC)                           | 9                 |